# پادشاهی میشان

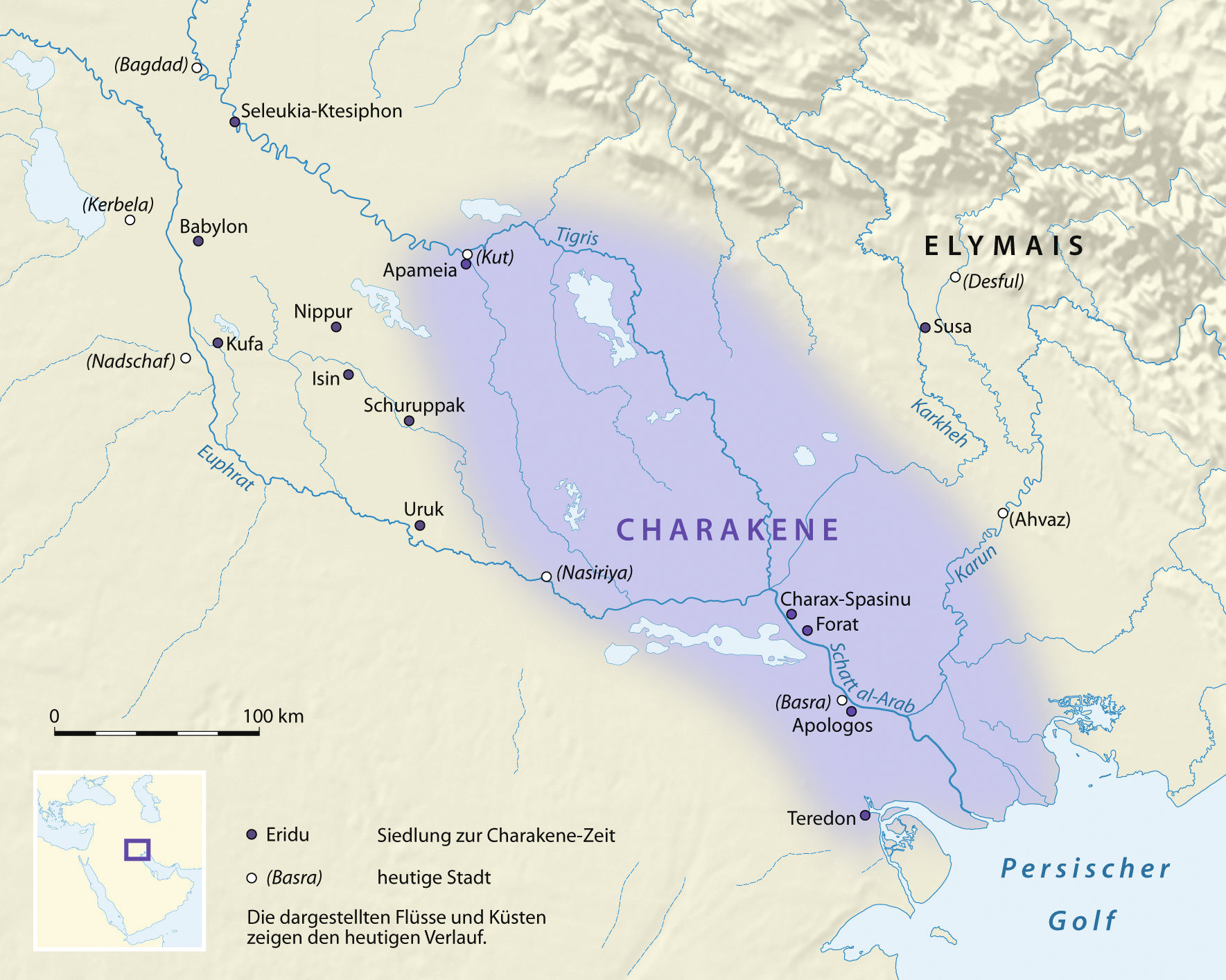
سرزمین‌های زیر فرمان میشان

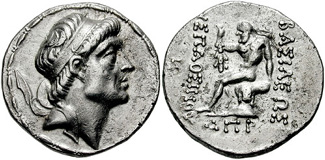
سکهٔ هیسپاوسین

پادشاهی میشان یا میسان یا کرخ میشان (تلفظ یونانی: خاراسِن) بنیان‌گذاری شده توسط یک پادشاه ایرانی به نام هیسپاوسین است. نخستین آشنایی علمی باستان شناسان مربوط به سال ۱۸۱۱ میلادی و بر اثر کشف سکه‌هایی به زبان یونانی بود. آنچه در این سکّه‌ها نظر پژوهشگران را جلب کرد تطابق اسامی پادشاهان حک شده بر این سکه‌ها با نام‌های پادشاهانی بود که طبق نوشته‌های مورخان باستانی روزگاری بر سرزمین میسان در شمال رأس خلیج فارس حکومت می‌کردند.
طبق گفته‌های نویسندگان و مورخان باستانی معاصر با میشانیان پایتخت آنان شهر میشان (یونانی: خاراکس) بود و تاریخ بنای آن به زمان اسکندر مقدونی می‌رسید؛ و طبق آنچه ذکر گردیده اسکندر پس از فتوحات خود در هند در راه بازگشت خود به بابل به منطقه‌ای که به احتمال زیاد محوطهٔ باستانی جبل خیبر (نیسان) در عراق امروزی است رسیده‌است و دستور به بنای شهری بزرگ به نام خود می‌دهد. اسکندر به‌خوبی ارزش جغرافیایی آن منطقه که دارای زمینی مرتفع در مجاورت آب‌های رودخانه‌ها و خلیج فارس بود را دریافت و هدف از بنای این شهر نیز به نقش بازرگانی وسیعی بود که می‌توانست بعدها ایفا کند.
اسکندر این شهر را به نام خود تأسیس کرد و بعدها به نام کرخینیا معروف گردید.
پس از مرگ اسکندر در بابل و تأسیس دولت سلوکی این شهر تحت کنترل سلوکیان درآمد. تا اینکه در سال ۱۶۵–۱۶۶ قبل از میلاد قسمت‌هایی از شهر بر اثر طغیان آب رودخانه‌ها تخریب گردید و توسط امپراتور سلوکی نامدار آن زمان آنتیوخوس چهارم بازسازی می‌شود و آن را به نام خود آنتیوخا می‌نامد و یکی از فرماندهان خود را به نام هیسپاوسین به حاکمیت آن شهر و منطقه می‌گمارد. اما در طی حکومت هیسپاوسین بار دیگر شهر دچار سیل شده و اینبار بدستور هیسپاوسین یا اسپاسینو اقدام به بنا و مرّمت آن می‌کنند و نام خود را بر نام شهر اضافه کرده آن را خاراکس-اسپاسینو می‌نامد. این شهر در کتیبه‌های تدمری به نام کاراک اسبیاسینا و در نقوش آرامی به نام کرک دمیسان به معنی قلعه میسان و در تلمود بابلی به نام میشا ذکر گردیده‌است.
در بین سال‌های ۱۴۱ الی ۱۳۹ قبل از میلاد پس از انتشار ضعف در پیکر دولت سلوکیان هیسپاوسین استقلال خود را بر مناطق تحت فرمان خود
اعلام کرده، به نام خود سکّه ضرب می‌کند اما روابط خود را با سلوکیان حفظ می‌کند.
در سال ۱۲۹ قبل از میلاد هسپاوسین حمله‌ای بزرگ علیه همیروس، حاکم نیابی فرهاد دوم، پادشاه اشکانی بر منطقهٔ بابل و سرزمین‌های مابین النهرین انجام داده و موفقت به شکست او و ضمیمه کردن بابل و اراضی مجاور به قلمرو حکومتی خود می‌شود. همچنین ذکر گردیده که او حمله‌ای علیه حاکم الیمایی سرزمین‌های الیمائیس به نام «بیتیت» تدارک داده و پس از شکست او موفّق به بسط منطقهٔ نفوذ خود می‌گردد.
بعد از مرگ فرهاد دوم پادشاه میسان (هیپائوسین) اعلام استقلال کرده و حاکم نواحی غربی پارت‌ها به نام گیمر با هیپائوسین وارد جنگ شده و سر انجام موفق به تصرف بابل و دفع کردن پادشاه میسان می‌شود.
سرانجام میسان به عنوان یک از ساتراپهای مهم دولت اشکانی درآمده و به صورت نیمه مستقل و گاهی مستقل به پادشاهی خود در بیش از ۳ قرن ادامه می‌دهد تا هنگامیکه آخرین پادشاه میسانی در اوایل برآمدن حکومت ساسانیان توسط اردشیر بابکان به قتل رسیده و حکومت آنان پایان می‌یابد.

## موقعیّت جغرافیایی
منطقه‌ای که دولت میشان در آن به وجود آمد شامل سرزمین جلگه‌ای پست و همواری بود که میان آن به وسیلهٔ رودهای دجله و اروندرود و رود کرخه شکافته شده و پیرامون جنوب آن رود کارون جریان داشت. همچنین رودها و کانال‌هایی نیز از این رودهای اصلی سرچشمه می‌گرفت. با توجه به پستی زمین آن، جلگه‌ها و مرداب‌ها بخش وسیعی از آن را دربرگرفته، به به هنگام طغیان رودها به ویژه هنگامی که نظارت بر امر آبیاری و نظم و ترتیب آن مورد بی اعتنایی قرار می‌گرفت بر این قسمت از زمین افزوده می‌شد. ماهی‌ها در آن فراوان بوده و در جای جای آن ساقه‌های نی روییده بود که کشتیرانی را دچار اختلال می‌کرد و مانع از حرکت کشتی‌ها می‌شد.
پلینیوس رومی شهر خاراکس را در شمال رأس خلیج فارس ذکر کرده و در سال ۹۷ میلادی یک ژنرال چینی به نام گان ینگ که از طرف امپراتور چین پان چو از دودمان هان مأمور به سفر به دربار امپراتور روم بود در طی مسیر خود از شهر میسانی خاراکس عبور کرده و در توصیف خود از این شهر آن را tiozeh نامید که از هرسو به جز در زوایهٔ شمال غربی در احاطه آب است.
در سال ۱۸۱۸ میلادی تحقیقات و پژوهش‌های متعددی صورت گرفت که منجر به کشف منطقهٔ حکومتی این پادشاهی گردید و موقعیت جغرافیایی آن در بین رودهای دجله و فرات و رود کارون تعیین گردید.

## شهرهای میشان
خاراکس: خاراکس یا کرخینیا مهم‌ترین شهر میسان و پایتخت آن بوده و به نام‌های کرخینیا و خاراکس اسپاسینو نیز شناخته می‌شود. تاریخ بنای آن به زمان اسکندر مقدونی می‌رسد و به دلیل موقعیّت بندرگاهی خود نقش بزرگی در تجارت میسان داشت و امروزه رودخانه کرخه در خوزستان هنوز نام قدیم این شهر، کرخینیا را به یادگار دارد. از مشاهیر این شهر جغرافیدان باستان ایزیدور خاراکسی است.
بررسی‌های باستان‌شناختی جان هانسمن در ۱۹۶۵ م. نشان داد که محوطه‌ای که «جبل خیابر» نامیده می‌شود و در جنوب عراق و در ۵۰ کیلومتری شمال غربی بصره جای دارد، محل شهر باستانی خاراکس اسپاسینو است. مردم محلی این محل را «نیسان» می‌نامند که شاید دگرگونیدهٔ میسان باشد. پیش از شناسایی این محوطه، عموماً پیرامون خرمشهر، منطقهٔ محمدراد و شهر القُرنه در نزدیکی بصره برای خاراکس اسپاسینو پیشنهاد می‌شد.
فرات: پلینی بزرگ در قرن اول میلادی آن را تابع پادشاه کرخینیا (میسان) ذکر کرده و آن را در حوالی ۱۱ مایل در جنوب شهر خاراکس می‌داند. به عقیدهٔ فرانتس آلتهایم مکان آن شهر بصره امروزی در خاک عراق است؛ اما طبق نظر دیگر جغرافیدانان عرب احتمال دارد که مکان آن در منطقهٔ بهمنشیر امروزی و در نزدیکی شهر آبادان بوده باشد. رودخانهٔ فرات نام خود را از این شهر میسانی گرفته‌است و در زمان ساسانیان نام آن به بهمن اردشیر (بهمنشیر) تغییر می‌یابد.
جان هانسمن پس از پیشنهاد موقعیت شهر خاراکس اسپاسینو، توانست محوطهٔ «مغلوب» را میان دو شهر بصره و القُرنه و در ۴٫۲ کیلومتری شرق اروندرود شناسایی کند که محلی مناسب برای پایتخت دوم شاهان میشان (خاراسن)؛ یعنی فرات است. طبق گفتهٔ پلینی، این شهر در ۱۷٫۴ کیلومتری جنوب خاراکس اسپاسینو و در کنار کارون امروزی قرار داشته‌است و اگر محوطهٔ نیسان را به عنوان خاراکس بپذیریم، محوطهٔ مغلوب دقیقاً همان مسافت ذکرشده توسط پلینی را با نیسان دارد و همچنین در نزدیکی رود کارون است.
اُبُلّه:
از شهرهای میسانی که نام آن از نام یونانی شهر اپولوگوس گرفته شده باشد
این شهر یکی از شهرهای تجاری مهم پادشاهی میسان بوده و در عهد اسلامی یکبار در عهد ابوبکر توسط خالد بن ولید و بار دیگر در عهد عمر توسط عتبه بن غزوان فتح می‌گردد و تا مدت‌ها پس از آن نقش تجاری خود را حفظ می‌کند. ابن بطوطه ذکر می‌کند که ابله شهر بزرگی بوده که تاجران هندی و فارس برای تجارت به آن می‌آمده‌اند. مکان آن در نزدیکی شهر بصره عراق است.
افامیه:
این شهر توسط سلوکوس اول جانشین اسکندر مقدونی ساخته شد و در شمال پادشاهی میسان واقع بوده‌است و در همین شهر بود که تراژان امپراتور روم در طی حمله به امپراتوری اشکانی مورد استقبال پادشاه و مردم میسان قرار گرفت.
پروفسور کریستین سن آنان را از عرب‌هایی می‌داند که خاستگاه آنان منطقهٔ عمّان بوده‌است.
هر چند طبق نظر محققان هیسپاوسین پادشاه میشانی نامی با ریشهٔ ایرانی یونانی‌شده داشت
که ممکن است اینگونه برداشت شود که او تباری آریایی داشته باشد اما در تاریخ‌های مختلف از او به عنوان پادشاهی عرب یاد شده و در منابع بسیار، تبار او عرب معرفی گردیده‌است. همچنین مورخ رومی گایوس پلینیوس، معروف به پلینی بزرگ(۲۳–۷۹ میلادی) که خود شاهد و معاصر با پادشاهی میشان بوده در حین بازدیدها و گزارش‌های خود میشانیان را قومی عرب خوانده‌است و آنان را تحت امر پادشاهی عرب معرفی می‌کند.

## دین
هرچند در مورد دین میسانیان اطلاعات زیادی وجود ندارد اما از نام برخی پادشاهان آنان که به صورت یونانی درآمده‌اند چون اتامبیلوس که در آن اشاره به بعل از خدایان سامی دارد
و چون عبدنرگال که به معنی بندهٔ نرگال از خدایان سامی بین‌النهرین است بنظر می‌آید که میسانیان از لحاظ دینی تفاوت چندانی با دیگر سامیان بین‌النهرین نداشتند.

## روابط تجاری و سیاسی میسان
میسانیان از موقعیت سرزمین خود که بر فراز خلیج فارس بوده و دجله و اروندرود از میانه پهنهٔ حکومتی آن می‌گذشت بهره بردند. در این زمینه آنان در کشتیرانی و بازرگانی با کشورهای خلیج فارس شرکت داشتند، در عبور فراورده‌های مناطق استوایی به ویژه کشورهای شمال آفریقا و هند و کشورهای خاور دور همدست شدند.
فراورده‌های این کشورها شامل کالاهایی بود که مردم عراق و کشورهای خاورمیانه که آغاز تمدن آنان به‌شمار می‌آمد، بدان نیازمند بودند. مهم‌ترین کالاهای آنان شامل انواع عطر، ادویه جات، سنگ‌های گرانبها، عاج، انواع چوب‌های سخت و ابریشم بود. در آن هنگام نزدیکترین راه عبور آنان به دریای مدیترانه همان راهی بود که از خلیج فارس، سپس عراق و از آن پس به آسیای صغیر یا سرزمین شام و بعد اروپا منشعب می‌شد.
سلوکیان سعی کردند به این راه دست یافته، از سود بازرگانی آن بهره برند. آنان قصد داشتند که بر اقتصاد سرزمین‌های دریای خاورمیانه که به وسیلهٔ دولت‌های مخالف سلوکیان اداره می‌شد، حاکم شوند، از این رو برای بدست آوردن این قدرت سلوکوس سوم حملهٔ را برای دست یابی به جرحا واقع در ساحل بحرین فراهم ساخت. این بندر بزرگ‌ترین بندرگاه دریانوردی و بازرگانی در خلیج فارس به‌شمار می‌آمد.
ساکنان میسان نقش خود را در این حرکت بازرگانی که از عراق عبور می‌کرد، محفوظ نگاه داشتند. در آن هنگام عبور دجله از سرزمین آنان هماهنگ با حرکت کشتی‌ها در آن به سوی مداین، و از آن به بالای دجله و فرات بود؛ بنابراین در بازرگانی سهیم شده و فعالیت بازرگانی آنان تا تدمر و بنادر سرزمین شام گسترش یافت. بدون شک این فعالیت علاوه بر تأثیر آن بر روی پیشرفت تمدن آنان، سرمایه‌های بسیاری را نیز به سوی آنان سرازیر کرد.
این بازرگانی پس از استقرار دولت رومیان بر اهمیّت آن افزوده شده بود. مردم میسان خطر رومی‌ها بر خود و سود سرشاری که از این بازرگانی بدست می‌آوردند را درک کرده، از این رو روابط خود را با «جرها» در بحرین و با «تدمر» در بادیة الشام را مستحکم ساختند. آنان به بازسازی راه‌ها پرداخته، در آن برج‌هایی را برای راهنمایی کاروان‌ها به وجود آوردند. در کنار آن برج‌ها پاسدارانی را برای محافظت از این راه‌های بازرگانی گماشتند.
نخستین بار امپراتور روم جرمانیکوس یک بازرگان تدمری به نام اسکندر را برای برقراری روابط به دربار پادشاه میسان اعزام می‌کند.
همچنین تراژان امپراتور روم پس از تسخیر تیسفون به میسان آمده و در شهر افامیه مورد استقبال پادشاه میسان اتامبیلوس پنجم و مردم میسان قرار گرفته و در حین بازدید از شهر خاراکس کشتی‌های تجاری بزرگ میسانی را می‌بیند که برای تجارت به هند می‌رفتند و آرزو می‌کند کاش مانند اسکندر جوان بود تا بتواند به هند رفته و آنجا را تحت تصرف امپراتوری خود درآورد.
همچنین روابط بازرگانی میسانیان با تدمریان و نبطیان نیز بسیار گسترده بود.
و در کتیبه‌های کشف شده در تدمر از تاجری تدمری به نام یارحیبولا بن لیشمش نام برده می‌شود که از او به پاس زحماتش در تقویت روابط تجاری با میسانیان توسط مجلس تدمر مورد قدردانی قرار می‌گردد؛ و در منطقهٔ ام‌العماد کتیبهٔ تدمری دیگری در تشکر از بازرگانی به نام «سوید» کشف گردید که طبق آن چهار مجسمه از این بازرگان به دلیل نقش فعّال او در تجارت با میسانیان در تدمر و ولگاشیا و کرخینیا نصب می‌گردد و برخی از افراد خاندان او به مقامات رفیع دولتی می‌رسند.
همچنین در کتیبهٔ تدمری دیگری ذکر می‌گردد که تاجران تدمر در بین سال‌های ۵۰–۵۱ میلادی بنای یادبودی از یک تاجر تدمری به نام «زبدی بول بن أبیهن» در شهر کرخینیا بنا نمودند.
یوسفوس فلاویوس نیز از «ابن ناریگ» یکی از شاهان میسانی نام برده که روابط خوبی با ایزات پادشاه مملکت حدیاب داشته بودو دختر خود را به ازدواج او درآورد.

## سرنگونی پادشاهی میسان
حکومت میسانی توسط اردشیر اول، سرنگون شد. در این مورد پروفسور کریستین سن می‌گوید: «عاقبت میان اردشیر و شاهنشاه اشکانی جنگ درگرفت. اردوان پادشاه اهواز را فرمان داد که به جنگ اردشیر شتافته، او را دست‌بستهً به تیسفون فرستد. اردشیر مهلت نداد. بعد از آنکه شاذشاپور شهریار اصفهان را مغلوب و هلاک کرد، رو به جانب اهواز نهاد و شهریار آنجا را کاملاً مغلوب و کشور او را به قلمرو خود ملحق نمود. آنگاه ولایت کوچک میشان را، که در مصب شط دجله و ساحل خلیج فارس بود، به تصرف آورد. این ولایت در دست اعرابی بود، که از عمان آمده بودند و پیشرو طوایف عربی محسوب می‌شوند، که درست در آغاز سلطنت ساسانیان ناحیه حیره را در مغرب فرات فرو گرفتند.»

## میسان در فتح اسلامی
طبری فتح میسان را به دست عتبه به غزوان می‌داند و ذکر می‌کند که ارتش مسلمانان از قبائل عرب بنوالعم (تیره‌ای از بنی تمیم) که از قدیم‌الأیام ساکن سرزمین میسان بودند و در مناطق مذار و نهر تیری سکونت داشتند تقاضای کمک نمودند که این قبائل نیز به یاری مسلمانان شتافته و حملات خود را متوجه نیروهای مرزبان ساسانی در خوزستان نمودند و پس از آن نیروهای مسلمان موفق به فتح منطقهٔ میسان گشتند.
پس از فتح میسان عمر بن خطّاب، نعمان بن عدی را به ولایت میسان گماشت که پس از چندی با شنیدن ابیات شعری از او با این مقدمه
الا من مبلغ الحسناء أن خلیل‌ها * بمیسان یسقی فی زجاج وحنتم
که برای همسر خود در وصف زندگی مرفه خود در میسان سروده بود مورد خشم عمر قرار گرفته و او را از مقام خود عزل می‌کند.

## میسان در عهد حاضر
امروزه میسان بخشی از خاک دو کشور ایران و عراق را تشکیل می‌دهد. این منطقه در ایران به نام دشت میشان (نام پیشین دشت آزادگان) به مرکزیت شهر سوسنگرد و در عراق به نام استان میسان به مرکزیت شهر العماره است.